# Кубок Европейской конфедерации волейбола среди женщин 1987/1988
8-й розыгрыш Кубка Европейской конфедерации волейбола (ЕКВ) среди женщин проходил с 6 ноября 1987 по 15 февраля 1988 года с участием 25 клубных команд из 16 стран-членов Европейской конфедерации волейбола. Победителем турнира стала итальянская команда «Йоги» (Анкона).

## Команды-участницы
| Страна     | Команда                             |
| ---------- | ----------------------------------- |
| Австрия    | «Вюстенрот» (Зальцбург)             |
| Бельгия    | «Дендерхаутем» (Дендерлеу)          |
| Бельгия    | «Темсе» (Темсе)                     |
| Болгария   | «Дунав» (Русе)                      |
| Греция     | «Зириниос» (Кифисья)                |
| Греция     | «Ионикос» (Неа-Филаделфия)          |
| Израиль    | «Беэр-Шева» (Беэр-Шева)             |
| Италия     | «Бралья Кучине» (Реджо-нель-Эмилия) |
| Италия     | «Йоги» (Анкона)                     |
| Кипр       | АПОЭЛ (Никосия)                     |
| Нидерланды | «Гевамей» (Вюгт)                    |
| Нидерланды | «Зандам» (Зандам)                   |
| Норвегия   | «КФУМ Осло» (Осло)                  |
| Португалия | «Вила-Реал» (Вила-Реал)             |
| Португалия | «Спортинг» (Лиссабон)               |
| Турция     | «Арчелик» (Стамбул)                 |
| Турция     | «Эмлякбанк» (Анкара)                |
| Франция    | «Лилль ЮК» (Лилль)                  |
| Франция    | «Стад Франсэ» (Париж)               |
| ФРГ        | «УСК Мюнстер» (Мюнстер)             |
| ФРГ        | «Шверте» (Шверте)                   |
| Швейцария  | БТВ (Люцерн)                        |
| Шотландия  | «Кайл» (Эр)                         |
| Югославия  | «Вуковар» (Вуковар)                 |
| Югославия  | «Палома-Браник» (Марибор)           |

## Система проведения розыгрыша
Во всех стадиях турнира применяется система плей-офф, то есть команды делятся на пары и проводят между собой по два матча с разъездами. Победителем пары выходит команда, одержавшая две победы. В случае равенства побед победителем становится команда, имеющая лучшее соотношение партий по сумме обоих матчей. В случае равенства и этого показателя в дальнейшую стадию плей-офф выходит команда, имеющая лучшее соотношение игровых очков (мячей) по сумме матчей.
8 команд-участниц четвертьфинала плей-офф определяют четырёх участников финального этапа.
Финальный этап состоит из предварительного раунда, полуфинала и двух финалов (за 3-е и 1-е места). Пары предварительного раунда определяются жеребьёвкой. Победители пар в полуфинальных матчах против проигравших определяют участников финала. 

## 1-й раунд
ноябрь 1987
 «Зандам» —  «Лилль ЮК»
6 ноября. 3:0 (15:5, 15:8, 15:7).
13 ноября. 3:0.
 «Шверте» —  «Ионикос» (Неа-Филаделфия)
13 ноября. 3:0.
14 ноября. 3:0.
 «Кайл» (Эр) —  «Стад Франсэ» (Париж)
6 ноября. 1:3.
13 ноября. 0:3 (1:15, 8:15, 13:15).
 «Беэр-Шева» —  «Вюстенрот» (Зальцбург)
6 ноября. 0:3.
13 ноября. 0:3.
 «Эмлякбанк» (Анкара) —  «Палома-Браник» (Марибор)
6 ноября. 3:0.
14 ноября. 1:3.
 «Темсе» —  «Вила-Реал»
8 ноября. 3:0 (15:2, 15:3, 15:9).
13 ноября. ?:?
 «КФУМ Осло» (Осло) —  «Гевамей» (Вюгт)
7 ноября. 0:3 (5:15, 12:15, 5:15).
14 ноября. 1:3 (15:11, 7:15, 9:15, 14:16).
 «Спортинг» (Лиссабон) —  БТВ (Люцерн)
6 ноября. 0:3 (3:15, 9:15, 12:15).
13 ноября. 0:3 (4:15, 4:15, 10:15).
 «Зириниос» (Кифисья) —  АПОЭЛ (Никосия)
6 ноября. 3:0.
13 ноября. ?:?
От участия в первом раунде освобождены:
| «Дендерхаутем» (Дендерлеу) «Дунав» (Русе) «Бралья Кучине» (Реджо-нель-Эмилия) «Йоги» (Анкона) | «Арчелик» (Стамбул) «УСК Мюнстер» «Вуковар» |

## 1/8 финала
декабрь 1987
 «Зандам» —  «Йоги» (Анкона)
6 декабря. 3:1 (15:10, 15:9, 11:15, 15:6).
13 декабря. 0:3.
 «Вюстенрот» (Зальцбург) —  «Шверте»
5 декабря. 2:3.
13 декабря. 1:3 (11:15, 15:9, 2:15, 7:15).
 «Бралья Кучине» (Реджо-нель-Эмилия) —  «Вуковар»
5 декабря. 3:0 (15:4, 15:8, 15:5).
12 декабря. 3:1.
 «Гевамей» (Вюгт) —  «Зириниос» (Кифисья)
12 декабря. 3:0.
13 декабря. 2:3.
 «Эмлякбанк» (Анкара) —  «Стад Франсэ» (Париж)
5 декабря. 3:0.
12 декабря. 3:1.
 «Арчелик» (Стамбул) —  «Темсе»
7 декабря. 0:3.
.. декабря. 1:3 (7:15, 15:10, 3:15, 13:15).
 «Дунав» (Русе) —  БТВ (Люцерн)
6 декабря. 3:0 (15:7, 15:8, 15:10).
13 декабря. 2:3 (15:12, 15:6, 12:15, 16:18, 2:15).
 «Дендерхаутем» (Дендерлеу) —  «УСК Мюнстер»
.. декабря. ?:?
.. декабря. ?:?

## Четвертьфинал
январь 1988
 «Шверте» —  «Йоги» (Анкона)
13 января. 0:3.
20 января. 0:3.
 «Гевамей» (Вюгт) —  «Бралья Кучине» (Реджо-нель-Эмилия)
13 января. 0:3 (5:15, 13:15, 5:15).
20 января. 0:3 (2:15, 7:15, 7:15).
 «Эмлякбанк» (Анкара) —  «Темсе»
10 января. 3:2.
20 января. 3:2 (10:15, 9:15, 15:13, 15:9, 15:7).
 «Дунав» (Русе) —  «УСК Мюнстер»
13 января. 3:0 (15:3, 15:5, 16:14).
20 января. 3:2.

## Финал четырёх
13—15 февраля 1988.  Анкара.
Участники:
 «Эмлякбанк» (Анкара)

 «Бралья Кучине» (Реджо-нель-Эмилия)

 «Йоги» (Анкона)

 «Дунав» (Русе)

### Предварительный раунд
13 февраля
 «Йоги» —  «Бралья Кучине»
3:2 (16:14, 12:15, 13:15, 15:9, 18:16).
 «Эмлякбанк» —  «Дунав»
3:1 (15:10, 4:15, 15:10, 15:6).

### Полуфинал
14 февраля
 «Йоги» —  «Дунав»
3:0 (15:6, 15:9, 16:14).
 «Бралья Кучине» —  «Эмлякбанк»
3:1 (15:7, 10:15, 15:9, 15:6).

### Матч за 3-е место
15 февраля
 «Эмлякбанк» —  «Дунав»
3:1 (15:7, 15:6, 10:15, 15:5).

### Финал
15 февраля
 «Йоги» —  «Бралья Кучине»
3:2 (15:11, 12:15, 15:6, 12:15, 15:10).

### Итоги

#### Положение команд
| «Йоги» (Анкона)                     |
| «Бралья Кучине» (Реджо-нель-Эмилия) |
| «Эмлякбанк» (Анкара)                |
| 4. «Дунав» (Русе)                   |